# Suzanne Jackson
Suzanne Jackson (nascida em 1944, em St. Louis, Missouri) é uma artista visual estadunidense, dona de uma galeria, poetisa, dançarina, educadora e cenógrafa; com uma carreira de mais de cinco décadas. Seu trabalho foi exibido em museus e galerias ao redor do mundo. Desde o final dos anos 1960, Jackson dedicou sua vida ao estúdio de arte com participação adicional em teatro, ensino, administração de artes, vida comunitária e ativismo social. A obra de Jackson inclui poesia, dança, teatro, figurino, pinturas (bidimensionais e tridimensionais), gravuras e desenhos.
Jackson passou um tempo ao longo de sua carreira ensinando alunos e influenciando futuras gerações de artistas e criadores de cultura, bem como construindo e participando de comunidades artísticas unidas com artistas e pensadores. Ela trabalhou em Los Angeles durante os anos 1960 a 1980, fundando a Gallery 32 e exibindo trabalhos adicionais na Ankrum Gallery. Durante a década de 1980, ela morou em Idyllwild, Califórnia, ensinando e criando arte. Ela também trabalhou na Universidade de Yale e em Nova York e Filadélfia na década de 1990. Ela trabalhou na comunidade artística de Savannah, Geórgia, de 1996 a 2009.

## Infância e educação
Jackson nasceu em 1944 em Saint Louis, Missouri. Sua família mudou-se para São Francisco, Califórnia, quando ela tinha nove meses. Jackson morou em São Francisco até os oito anos de idade, após os quais foi criada na cidade de Fairbanks, Alasca, de 1952 a 1961. Ela se formou na Monroe Catholic High School em 1961. Quando adolescente no Alasca, ela se tornou membro da National Audubon Society, que influenciou parte do conteúdo de seu trabalho desde tenra idade. Ela também foi a primeira afro-americana a comparecer ao Congresso Nacional 4-H em Chicago em 1960, o que a ajudou a receber bolsas de estudos e permitiu que ela frequentasse a faculdade. Ela recebeu a bolsa World Peace, Humane Society, e Kindness to Animals da The International Latham Foundation, uma bolsa da Banff School of Fine Arts, mais uma bolsa da Standard Oil e o curso National Home Study Art.
Jackson frequentou a San Francisco State University (SFSU), onde estudou arte e balé, eventualmente se formando em pintura. Ela trabalhou na San Francisco State University ao lado de artistas e professores da área da baía de São Francisco, incluindo Charles White. Enquanto estava na SFSU, Jackson instalou exposições na galeria de arte do campus e ensinou arte na St. Stephen's Catholic School.
Mais tarde, ela completou um mestrado em 1990 na Escola de Drama da Universidade de Yale, especializando-se em design teatral.

## Carreira

### 1960-1970
Depois da faculdade, Jackson viajou pela América do Sul com uma companhia de balé. Depois voltou para a Califórnia para se estabelecer em Echo Park. Em 1968, ela abriu a Gallery 32, que funcionou por dois anos e que Jackson financiou sozinha. Jackson realizou várias exposições individuais durante a década de 1970 na Ankrum Gallery, dirigida pela atriz que se tornou galerista Joan Wheeler e pelo ator William Challee. Jackson produziu livros de poesia e pintura para artistas, "What I Love" (1972) e "Animals" (1978).
“Quando Bernie [Casey] trouxe para a galeria várias das pinturas de Suzanne, fiquei imediatamente impressionado com o frescor e a originalidade de seu trabalho. É muito incomum encontrar um artista tão jovem com uma declaração filosófica válida (e comunicá-la com sucesso). Seus sentimentos sobre sua negritude são expressos em termos um tanto simbólicos, e seu mundo de fantasia, amor e esperança é revelado ao espectador em um estilo muito refrescante (…) Ela pode muito bem ser a primeira mulher negra na América a fazer uma contribuição verdadeiramente importante para arte." - Joan Ankrum em 5 de janeiro de 1974

### 1980-1990
Em 1981, Jackson foi apresentada a cidade de Savannah, Geórgia, por meio de um convite para ser uma artista visitante do Savannah College of Art and Design por recomendação de Bernie Casey. Além disso, em 1981, o trabalho de Jackson foi incluído na exposição “Forever Free: African American Women” que viajou para o Gibbes Museum of Art em Charleston, Carolina do Sul. Jackson morou em Idyllwild, Califórnia, de 1981 a 1985 e fez parte do corpo docente como Artista Visitante na Idyllwild School of Music and Arts de 1981 a 1982 e presidente de Belas Artes e Artes Cênicas na Elliott-Pope Preparatory School (anteriormente Desert Sun School) de 1982 a 1985.
Em 1987, Jackson mudou-se para New Haven, Connecticut, para frequentar Universidade de Yale, fazendo mestrado sob a tutela de Ming Cho Lee em cenografia. Ela trabalhou como cenógrafa e figurinista freelancer movendo-se por toda a região; até assumir um cargo no St. Mary's College of Maryland como cenógrafa e professora assistente de 1994 a 1996. Em 1996, Jackson mudou-se em tempo integral para Savannah, Geórgia, para lecionar no Savannah College of Art and Design (SCAD) como professora de pintura, onde lecionou em tempo integral até 2009.

### anos 2000–presente
Jackson se aposentou oficialmente do SCAD em 2009, mas  permaneceu como professora adjunta e de meio período até 2013. Além disso, Jackson ministrou cursos introdutórios de história da arte, incluindo história da arte afro-americana na Savannah State University no ano letivo de 2013–2014. Jackson permaneceu um membro ativo da comunidade artística de Savannah e continua a criar e exibir seu trabalho. Jackson coapresenta um programa de rádio semanal com jazz e conversação, chamado Listen Hear na Radio WHCJ 90.3 da Savannah State University, ao lado de Ike Carter, Jerome Meadows, Tom Van de Ven, Lisa Jackson e Carla Curran, PhD. Em 2019, Jackson recebeu uma bolsa Joan Mitchell Painters & Sculptors.

## Prática artística
Suzanne Jackson teve uma extensa carreira e enfatizou a importância de viver o estilo de vida de um artista, em suas palavras, ser artista é resolver problemas ao invés de criar imagens. Ela afirma: “ainda não sou uma artista. Eu sou uma pintora. E eu desenho, e trabalho no teatro como uma 'pessoa artista', entre aspas. Mas para se tornar um artista leva uma vida inteira”. Ao longo de sua carreira, Jackson buscou inspiração no meio-ambiente, ela sempre relacionou a negritude com a natureza. Seu trabalho celebrou a negritude por meio da representação de corpos negros sem uma mensagem abertamente política.

### Artes visuais
Jackson trabalhou em uma variedade de mídias visuais, incluindo trabalhos em papel, trabalhos em tela e Monoprints. Seus trabalhos em papel incluem aquarelas e desenhos. Jackson trabalhou principalmente com tinta acrílica, suas primeiras pinturas em tela foram com tinta acrílica em camadas, da mesma forma que alguém faria camadas de tintas a óleo. Ela afirmou, “as imagens com as quais todos se familiarizaram, com o fundo branco realmente forte e o tipo de camadas esbatidas e camadas de tinta — isso basicamente é uma técnica dos velhos mestres de camadas de cor para translucidez. É como se as camadas e camadas de cor criassem uma profundidade na pintura. E algumas das pinturas, por mais finas que pareçam, podem haver cento e cinquenta camadas de cor em cada uma das minhas pinturas. A década de 1990 marcou uma mudança em seu trabalho quando ela começou a experimentar diferentes combinações de mídia. À medida que seu estilo progredia, Jackson começou a renunciar à tela em favor das malhas como substrato. Ela usa géis acrílicos para criar trabalhos suspensos tridimensionais unidos por tecido, papéis, objetos encontrados, folhas e/ou várias malhas.
Seu trabalho de arte visual está incluído em coleções de museus públicos, incluindo o MoMA, California African American Museum, o Indianapolis Museum of Art, e o Hammer Museum na UCLA.

### Teatro e figurinos
Jackson se formou em Yale em 1990 e viajou pela região nordeste dos EUA (Connecticut, Nova York e Filadélfia), bem como por partes da Califórnia (Los Angeles e área da baía de São Francisco), trabalhando como cenógrafa e figurinista autônoma. Seus figurinos foram incluídos na exposição Onstage: A Century of African American Stage Design, na Library for the Performing Arts, Lincoln Center, Nova York. Entre outros créditos teatrais regionais, o trabalho de Jackson inclui:
- BLUES ROOM, Realto Theatre, National Black Arts Festival, Atlanta, Geórgia, originário do Theatre of the First Amendment, George Mason University, Fairfax Virginia, 1997
- THE SNOW QUEEN, origem, Centro John F. Kennedy de Artes Cênicas, 1996–98
- CHILDREN OF THE SUN, Centro John F. Kennedy de Artes Cênicas, figurino, 1996–98
- Cenógrafa no St. Mary's College of Maryland, ( Tartuffe, Fefu and Her friends, The Physicists, The Bigger Picture, Happy End, Etta Jenks, In Perpetuity Through the Universe) 1994-96
- STAMPING, SHOUTING, AND SINGING HOME, Mark Taper Forum, 1993
- BOSEMAN AND LENA no Philadelphia Drama Guild 1990
- PERICLES e DAYLIGHT IN EXILE no Yale Repertory Theatre 1990
- ROSA OF THE RANCHO, El Teatro Campesino, 1989
- todos os figurinos para Barbara Feldman & Dancers, 1988–96
- THE WINTER'S TALE e MACBETH no California Shakespeare Festival
- designs para Gus Solomons, companhia de dança, Jennifer Muller/The Works

### Dança
Jackson estudou balé e coreografia na universidade, enquanto estudante ela era membro da Pacific Ballet Company (1961–66). Após a formatura na faculdade, Jackson participou de uma turnê de teatro musical do Departamento de Estado na América do Sul com o Music Theatre USA e, ao retornar, Jackson foi instrutora de dança e arte no Watts Towers Art Center em Los Angeles de 1968 a 1969. De 1982 a 1985, Jackson foi chefe do departamento de belas artes da Escola Preparatória Elliot-Pope, Idyllwild, Califórnia, onde coreografou performances incluindo Oliver!, Grease e o Cosmic Festival.

### Poesia
A poesia de Jackson foi orientada pela Cave Canem Foundation, Lucille Clifton, St Mary's Women's Writing Group e International Women's Writing Guild. Os livros de artes publicados por Jackson com sua poesia e pinturas são "Animal" e "What I Love". A poesia e os desenhos de Jackson estão incluídos em Cave Canem Anthologies; “the ringing ear: Black Poets Lean South”, 1996–99; Avatar 25, 1996; Potomac Review, 1996; e In the Valley of the Moon, da International Women's Writing Guild, 1994.

## Gallery 32
Muitos associam o nome de Jackson à Gallery 32, uma galeria de arte que ela dirigiu em MacArthur Park, Los Angeles, de 1968 a 1970, dedicada a promover uma comunidade artística solidária. A Gallery 32 foi inspirada na filosofia do artista Charles White de que a arte pode ser um veículo eficaz para o ativismo comunitário e a mudança social. Buscando replicar as experiências anteriores de Jackson no boêmio de São Francisco, a Gallery 32 funcionou menos como um negócio e mais como um lugar para troca de ideias e filosofias. Jackson financiou a galeria sozinha, principalmente com o dinheiro que ganhou com o ensino. A galeria tornou-se um local importante, acolhendo discussões, leituras de poesia e arrecadação de fundos para causas sociais, e exibindo trabalhos que demonstraram forte engajamento político e cívico. Ela pretendia tornar a arte de artistas negros com temas negros acessível a todos os membros da comunidade. Rapidamente se tornou um dos poucos espaços de arte em Los Angeles a exibir artistas afro-americanos emergentes, como Gloria Bohanon, Emory Douglas, David Hammons, Betye Saar e Timothy Washington. Entre as organizações para as quais a galeria organizou arrecadações de fundos estavam o Black Arts Council, o Partido dos Panteras Negras e o programa de artes infantis do Watts Towers Arts Center. Uma das exposições importantes da galeria foi o Sapphire Show de 1970, a primeira pesquisa de Los Angeles sobre artistas afro-americanas. A Gallery 32 desempenhou um papel vital nas lutas progressistas do período, ao mesmo tempo em que contribuiu para a diversificada cena artística de Los Angeles. As obras de arte restantes e coisas efêmeras foram prometidas ao Getty Research Institute a pedido do artista.

## Ensino
- 2014–2016, Professora Adjunta de Estudos Fundamentais, Desenho, Savannah College of Art and Design, Savannah, Geórgia
- 2013–2014, Professora Adjunta de Belas Artes, História de Substituição Sabática I e II; História da Arte Afro-Americana, Savannah State University, Savannah, Geórgia
- 2009–2013, Professora Adjunta de Pintura (eLearning), Pós-Graduação, Savannah College of Art and Design, Savannah, Geórgia
- 1996–2009, Professor de Pintura, Savannah College of Art and Design, Savannah, Geórgia
- 1994–1996, Cenógrafa e Professora Assistente, St. Mary's College of Maryland, St. Mary's City, Maryland
- 1982–1985, Presidente do Departamento de Belas Artes e Artes Cênicas, Elliott-Pope Preparatory School, (antiga Desert Sun School), Idyllwild, Califórnia.
- 1972, Stanford University (verão), Stanford, Califórnia
- 1970, instrutora de dança e artesanato, Watts Tower Art Center, Watts, Califórnia

## Exposições
Abaixo está uma lista selecionada de exposições notáveis de Jackson.
- 2019–2020 – Suzanne Jackson: News!, 21 de novembro de 2019 a 25 de janeiro de 2020, Ortuzar Projects, Nova York.[21]
- 2019 – Life Model: Charles White and His Students, 16 de fevereiro a 19 de setembro de 2019, Los Angeles County Museum of Art (LACMA), Los Angeles, California.[22]
- 2019 –Suzanne Jackson: Five Decades, 28 de junho a 6 de outubro de 2019, Jepson Center for the Arts, Savannah, Geórgia[23]
- 2018 – Soul of a Nation: Art in the Age of Black Power, 14 de setembro de 2018 a 3 de fevereiro de 2019, Brooklyn Museum, Brooklyn, Nova York[24]
- 2018 – West by Midwest, 17 de novembro de 2018 a 27 de janeiro de 2019, Museum of Contemporary Art Chicago, Chicago, Illinois.[25]
- 2017 – Friends of African American Art Small Works, Jepson Center for the Arts, Telfair Museums, Savannah, Geórgia.
- 2016 – 40th Anniversary Exhibition, Museum of African American History and Culture, Los Angeles, California
- 2016 – Reflections of the Self: Selections from the Permanent Collection, California African American Museum of Art, Los Angeles, Califórnia.
- 2015 – SEEME/NY, SCOPE, ART BASEL, Miami, Virtual Gallery
- 2013 – Birdmusic, Indigo Sky Community Gallery, Savannah, Geórgia.
- 2013–2014 – Now Dig This! Art and Black Los Angeles, 1960-1980, Williams College Art Museum, Williamstown, Massachusetts.[26]
- 2012 – Now Dig This! Art and Black Los Angeles, 1960-1980, MoMA PS1, Nova York.[26]
- 2011 – Pacific Standard Time: Art in L.A. 1945-1980, Getty Foundation, Los Angeles, Califórnia.[27]
- 2011 – Now Dig This! Art and Black Los Angeles 1960-1980, Hammer Museum, Los Angeles, Califórnia.[28][26]
- 2011 – Places of Validation, Art and Progression, The Mural Conservancy Virtual Gallery,(CAAM) California African American Museum, Los Angeles, Califórnia.
- 2010 – Lighter Than Usual, Danville Museum of Fine Art and History, Danville, Virginia.[29]
- 2010 – CFAC & Friends- Small Works Exhibition, Indigo Sky Community Gallery, Savannah, Geórgia.
- 2010 – 16th Annual Telfair Museum Art Fair, Savannah, Geórgia.
- 2010 – SPILL, Creative Force Artist Collective, Indigo Sky Community Gallery, Savannah, Geórgia.
- 2010 – ‘5 x 7’ Art Show, Hospice Savannah, Jepson Center for the Arts, Savannah, Geórgia.
- 2009 – Phillip J. Hamilton Gallery, Savannah State University, Savannah, Geórgia.
- 2009 – Robert Ferst Center for the Arts, Richards and Westbrook Galleries, Georgia Institute of Technology, Atlanta, Geórgia.
- 2009 – Gallery 32 and Its Circle, Laband Art Gallery, Loyola Marymount University, Los Angeles, Califórnia. (com curadoria de Carolyn Peter e Damon Willits)
- 2008 – Suzanne Jackson: Abstraction Today, Peninsula Fine Arts Center, Newport News, Virginia. (com curadoria de Michael Preble)
- 2007 – Suzanne Jackson, Monoprints: The Colored Garden, Carnegie Museum of Art, Oxnard, Califórnia
- 2007 – Recent American Watercolors, Peninsula Fine Arts Center, Newport News, Virginia. (com curadoria de Michael Preble)
- 2005 – Suzanne Jackson: Paintings and Monoprints, Off The Wall Gallery em The Marshall House, Savannah, Geórgia.
- 2005 – Monoprints and Drawings, Pinnacle Gallery, Savannah, Geórgia.
- 2002 – La Minime's Galerie, La Rochelle, França.
- 2000 – The Right to Be, John Slade Ely House, Sankofa Cultural Arts Festival, New Haven, Connecticut.
- 1986 – Black Like Me Gallery, São Francisco, Califórnia.
- 1985 – Sargent Johnson Gallery, São Francisco, Califórnia.
- 1985 – Museum of African‑American History and Culture, Los Angeles, Califórnia.
- 1984 – Mitzi Landau 20th Century Art, Los Angeles, Califórnia.
- 1984 – Ingber Gallery, Nova York
- 1981 – California State Office Building, Los Angeles, Califórnia. (1981 a 1982)
- 1981 – Exhibit A Gallery, Savannah College of Art and Design, Savannah, Geórgia.
- 1981 – "Forever Free: Works by African‑American Women Artists,” Center for the Visual Arts, University of Illinois, Normal, Illinois (origem); Joslyn Art Museum, Omaha, Nebraska; Montgomery Museum of Fine Arts, Montgomery, Alabama; Gibbes Art Museum, Charleston, Carolina do Sul; Art Gallery, University of Maryland, College Park, Maryland; Indianápolis Museum of Art, Indianápolis, Indiana.
- 1977 – Joseph H. Hirshhorn Museum, Smithsonian Institution, Washington, D.C.
- 1977 – “Eleven From California,” Studio Museum in Harlem, Harlem, Nova York.
- 1975 – Suzanne Jackson /William Pajaud /Charles White,” Pioneer Museum, Haggin Art Galleries, University of the Pacific, Stockton, Califórnia.
- 1974 – "Directions in Afro-American Art," Cornell University, Ithaca, Nova York.
- 1974 – Just Above Midtown Gallery, Nova York
- 1974 – "The Real Live Dazzlers," Essence Magazine, December (publicação)
- 1974 – Ankrum Gallery, Los Angeles, Califórnia.
- 1973 – Black Mirror, Womanspace, Los Angeles, Califórnia
- 1972 – Fresno Art Center, Fresno, Califórnia.
- 1972 – Pioneer Museum, Haggin Art Galleries, University of the Pacific, Stockton, Califórnia.
- 1972 – Principal Researcher, "BLACK MASTERS: Inherent Retention of African Culture by Blacks in the Americas" (publicação).